# チーム (小説)
『チーム』 (Pick-Up Team) は、堂場瞬一による日本のスポーツ小説。
箱根駅伝本戦出場を逃した大学から、予選会で個人成績が上位に位置した選手が選ばれる学連選抜チームを主題とした作品。2011年に、本作のその後を描いた『ヒート』が刊行された。
文庫版の巻末には、作者とTBSアナウンサーの中村秀昭との対談が収録されている。

## 登場人物

### 学連選抜チーム
浦 大地（うら だいち）
城南大学駅伝部主将、4年生。学連選抜チームのキャプテン。10区。
大学卒業後は実業団のチームに加わる予定。高校2年生の時に左膝を痛め、その後遺症で大学に入ってからも2年間を棒に振った。前年、アンカーとして10区を任されるが、失速し順位を大きく落とした。
山城 悟（やましろ さとる）
東京体育大学。9区。
予選会では別次元の走りを見せトップでゴールしたが、チームに足を引っ張られた。何につけても人の神経を逆撫でするような話し方をするが、マスコミの取材では打って変わって好青年を演じる。
1年生で山登りの5区に抜擢され、翌年は3区で登場、前年はエース区間と言われる2区で10人抜きをした。いずれの年も区間新記録を更新した。
門脇 亮輔（かどわき りょうすけ）
港学院大学陸上部4年生。5区。
浦とは高校時代（長野県）のチームメイト。一見すると不真面目と取られかねない飄々とした男。陸上はただのクラブ活動程度に思っており、卒業後は故郷に戻り、高校の教員になる予定。
朝倉 功（あさくら いさお）
東都大学理工学部1年生。3区。広島県出身。
松岡 真（まつおか まこと）
関東教育大学3年生。5区に抜擢されたが、合宿後に膝を傷め、出場を断念。
長崎 慶介（ながさき けいすけ）
千葉国際大学。1区。
庄野 明生（しょうの あきお）
多摩国際大学。2区。
池上 大輔（いけがみ だいすけ）
横浜大学。4区。
牧 勇人（まき はやと）
美浜大学。6区。
酒井 幸一郎（さかい こういちろう）
東京平成大学。7区。
夏目 隆二（なつめ りゅうじ）
浦和学園大学。8区。
吉池 幸三（よしいけ こうぞう）
美浜大学陸上部監督。監督歴30年。美浜大学が予選会で11位になったため、学連選抜チームの監督になる。
教え子にマラソンでオリンピックに出場した選手が複数いるため、オリンピックシーズンには「大学陸上界の名伯楽」と呼ばれるが、率いるチームを箱根駅伝本戦に出場させたことがなく、駅伝の季節になると「悲劇の名将」と呼ばれる。今年で定年を迎えるため、寄せ集めのチームに最後の希望を託す。
上野（うえの）
東都大学陸上部監督。学連選抜チームのコーチ。

### その他
青木 武（あおき たける）
城南大学駅伝部主務、4年生。有望な選手だったが、3年生になってすぐに膝を痛め、主務に転身。その後遺症で、かすかに足を引きずっている。選抜チームの裏方スタッフを務める。
広瀬 翔（ひろせ かける）
中央大学陸上部キャプテン。長野県出身で、浦が永遠のライバルだと思っている選手。
長谷川（はせがわ）
一般紙の運動部記者。長くアマチュアスポーツを担当している。
宮田（みやた）
テレビ中継の解説者。関西の大学の陸上部監督。城南大学が2年連続優勝した時の主力メンバーだった。

## 各校の状況
城南大学
箱根駅伝で20数年前に5回優勝し、前年まで32回連続出場したが、近年は順位は下位に沈み、辛うじてシード権を獲得してきた。前年の本戦でアンカーを務めた浦が失速し最下位になり、今年のシード権を失い、今年は予選会からの出場となった。
東京体育大学
前年は、山城が2区で驚異の10人抜きをし、一時トップに立つが、チームは12位に沈み、シード権を失った。
港学院大学
野球の名門で、陸上も短距離と投てき競技は強いが、長距離は弱い。
東都大学
ここ数年、駅伝に力を入れており、陸上部は強化指定部に選ばれ、施設も充実している。
中央大学
10数年前には6連覇という空前絶後の記録を持つ名門。